# Tk

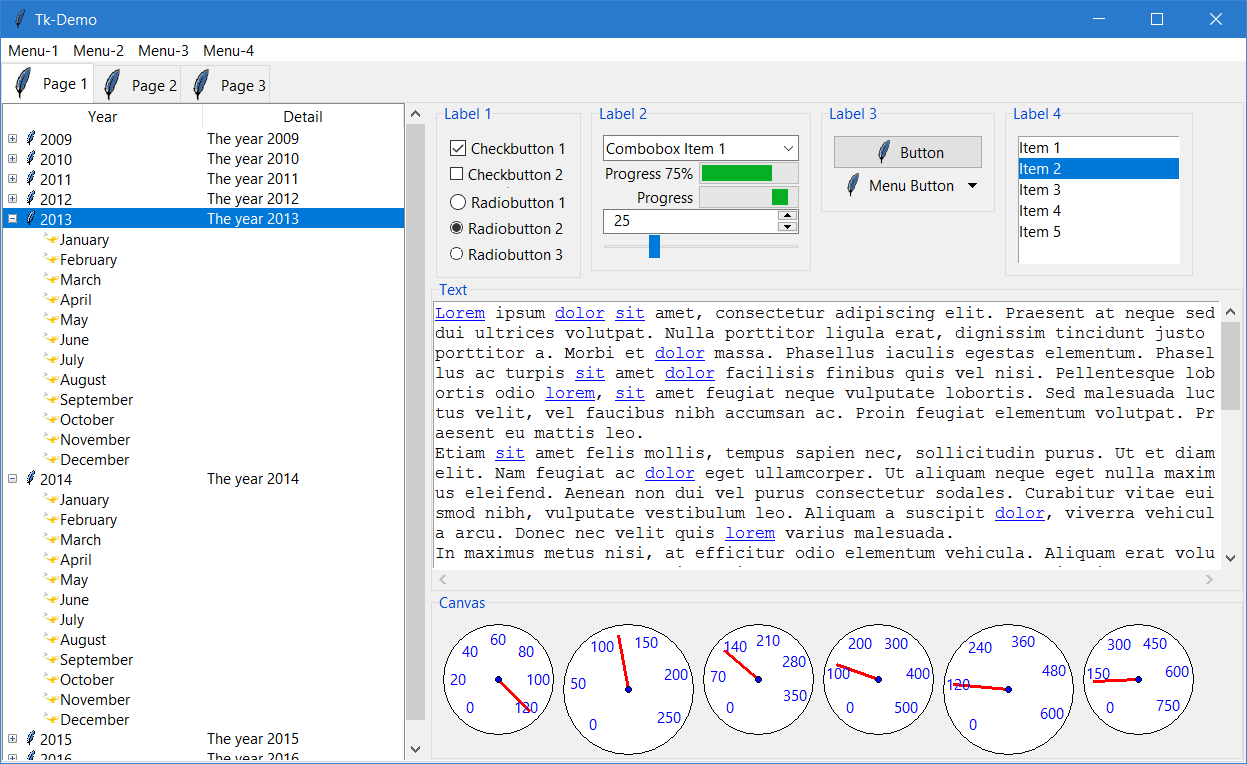
Ngôn ngữ lập trình TK

Tk là bộ công cụ gồm các thành phần giao diện người dùng đồ họa (GUI widget). Sử dụng Tk với một ngôn ngữ lập trình, ta có thể viết các chương trình ứng dụng có giao diện đồ họa chạy trên nhiều hệ điều hành khác nhau: Windows, UNIX (trong đó có Linux), Mac OS,...
Tk được John Ousterhout xây dựng với mục đích ban đầu chạy cùng với ngôn ngữ lập trình Tcl do ông viết. Sau này, Tk còn được dùng cung với các ngôn ngữ khác như Perl, Python, Ruby.
Các thành phần (widget) cơ bản trong Tk bao gồm:
- Button (nút bấm)
- Canvas (vùng có thể dùng để vẽ hình hay hiện chữ)
- Checkbutton (ô đánh dấu kiểm)
- Entry (nhập dòng chữ)
- Frame (khung bao gồm các widget khác)
- Label (nhãn)
- Listbox (danh sách)
- Menu (thực đơn con, dropdown menu)
- Menubutton (thanh thực đơn, menu bar)
- Radiobutton (nút chọn một trong nhiều phương án)
- Scale (con chạy)
- Scrollbar (thanh trượt)
- Text (vùng nhập văn bản (có thể nhiều dòng))
- Toplevel (cửa sổ cấp cao nhất)

Trong các phiên bản ban đầu, các widget của Tk đều giống như kiểu POSIX. Từ phiên bản 8.x trở đi Tk có cố gắng mô phỏng theo các widget trên từng hệ điều hành cụ thể.